# Eerie, Indiana
Eerie, Indiana is een Amerikaanse televisieserie uit 1991.

## Verhaallijn
De serie draait om Marshall Teller, wiens familie verhuist naar het vreemde stadje Eerie. Tijdens de verhuizing ontmoet hij Simon Holmes, die later zijn beste vriend wordt. Samen maken ze de meest bizarre dingen mee in het stadje.

## Rolverdeling
| Acteur              | Personage                    |
| ------------------- | ---------------------------- |
| Omri Katz           | Marshall Teller              |
| Justin Shenkarow    | Simon Holmes                 |
| Francis Guinan      | Edgar Teller                 |
| Mary-Margaret Humes | Marilyn Teller               |
| Julie Condra        | Syndi Marie Priscilla Teller |
| Jason Marsden       | Dash X                       |
| John Astin          | Mr. Radford                  |
| Belinda Balaski     | Winifred Swanson             |